# Giardino botanico Villa Bricherasio
Il giardino botanico di Villa Bricherasio si trova Saluzzo (CN), si estende per 12.000 m², con specie provenienti da diverse fasce climatiche.
Troviamo bambù, camelie e laghetti con piante acquatiche galleggianti tra le quali la Victoria amazonica, che grazie al microclima della zona non ha bisogno di serre.
Troviamo l'alpineto con molte specie di Crassulaceae, una collezione di rose botaniche inglesi, arbusti come il Cinamoumun canfora, la Firmiana simplex, il Cupressus casmirianum, gli eucalipti della Tasmania e della Nuova Zelanda e la Gunera manicata del Brasile.
Vi è anche la zona delle graminacee, dei banani, ortensie e felci.